# 安井仙角
安井 仙角（やすい せんかく、延宝元年（1673年） - 元文2年1月4日（1737年2月3日））は、江戸時代の囲碁棋士で、家元安井家の四世。会津生れ、三世安井知哲門下、八段。五世春哲仙角、七世仙角仙知と区別して古仙角、親仙角とも呼ぶ。

## 生涯
二世安井算知の門人であったが、元禄5年(1692年)に五段で安井知哲の跡目となり、この年から御城碁に出仕。し、享保18年(1733年)までに35局を勤めた。元禄13年に知哲が病没し、家督を継いで四世安井仙角となる。

### 道知との争碁
宝永2年（1705年）の御城碁で、四段格ではあるが進境著しい15歳の本因坊道知と対戦することになったが、道知の後見であった井上道節因碩より、六段の仙角と互先での対局を申し入れられる。仙角は寺社奉行に不服状を提出、道節は争碁の願書を出し、さらに稲葉丹後守、久世大和守らに働きかけて先相先での対局とする。11月2日に行われた下打ちは翌明け方までかかって行われ、中盤までは仙角が優勢に進めたが、終盤に道知がヨセの妙手で逆転して1目勝となった。続いて道知先相先での十番争碁を命じられ、翌年道知先番15目勝、白番3目勝と連勝し、仙角は互先の手合を了承して争碁を中止とした。「宝永の争碁」と呼ばれる。
享保5年（1720年）には井上家、林家とともに道知を準名人（八段）に推挙し、翌年名人碁所就位の願いに同意。同年、自身も八段に進む。
享保8年（1723年）に上野宮祟宝院宮の求めで道知らとともに長谷川知仙の七段を承諾し、享保12年に上野宮に願って知仙を跡目とする。しかし知仙は翌年死去し、享保20年に門下の田中春哲を再跡目とする。仙角は2年後に没し、春哲が五世安井仙角となった。
仙角は会津松平家より50俵の扶持と屋敷を拝領していたが、知仙を跡目としてからは浜町に移って教場を設けた。またそれまで京都寂光寺を安井家墓所としていたのを、江戸深川浄心寺に移した。

### 御城碁成績
御城碁は、1733年まで38局を勤めた。
- 1692年（元禄5年）先番2目勝 井上道砂因碩
- 1693年（元禄6年）白番3目負 本因坊策元
- 1694年（元禄7年）先番2目勝 本因坊策元
- 1695年（元禄8年）白番1目負 本因坊策元
- 1696年（元禄9年）二子1目勝 本因坊道策
- 1697年（元禄10年）先番11目負 本因坊策元
- 1698年（元禄11年）先番ジゴ 井上道節因碩
- 1699年（元禄12年）向二子ジゴ 林玄悦門入
- 1700年（元禄13年）向二子1目勝 林玄悦門入
- 1701年（元禄14年）先番11目負 井上道節因碩
- 1702年（元禄15年）白番1目勝 井上因節
- 1703年（元禄16年）白番5目負 本因坊道知
- 1704年（宝永元年）先番14目勝 井上因節
- 1705年（宝永2年）白番1目負 本因坊道知
- 1706年（宝永3年）先番5目勝 本因坊道知
- 1707年（宝永4年）白番5目負 林朴入門入
- 1708年（宝永5年）先番4目勝 林朴入門入
- 1709年（宝永6年）白番5目負 本因坊道知
- 1710年（宝永7年）先番2目勝 本因坊道知
- 1711年（正徳元年）白番3目負 井上因節
- 1712年（正徳2年）先番3目勝 井上因節
- 1713年（正徳3年）白番3目負 林朴入門入
- 1714年（正徳4年）先番4目勝 林朴入門入
- 1715年（正徳5年）白番5目負 本因坊道知
- 1716年（享保元年）先番2目勝 本因坊道知
- 1717年（享保2年）先番4目勝 林朴入門入
- 1719年（享保4年）先番3目勝 井上因節
- 1720年（享保5年）白番3目負 林朴入門入
- 1722年（享保7年）先番4目勝 林朴入門入
- 1723年（享保8年）白番2目負 井上友碩
- 1724年（享保9年）白番3目負 井上因節因碩
- 1725年（享保10年）先番5目勝 林因長
- 1726年（享保11年）白番3目負 林因長
- 1727年（享保12年）白番ジゴ 本因坊知伯
- 1728年（享保13年）白番ジゴ 井上春碩
- 1730年（享保15年）先番4目勝 井上因節因碩
- 1731年（享保16年）白番ジゴ 林因長門入
- 1733年（享保18年）向二子5目負 本因坊秀伯